# Bečice (Tábori járás)
Bečice község Csehországban, a Tábori járásban. Bečice Stádlec, Řepeč és Malšice településekkel határos. Lakosainak száma 80 fő (2024. január 1.).

## Népesség
A település lakosságának változását az alábbi diagram mutatja:
| Lakosok száma | 200  | 181  | 155  | 111  | 69   | 70   | 74   | 76   | 72   | 80   |
|               | 1869 | 1900 | 1921 | 1961 | 1980 | 2011 | 2016 | 2019 | 2021 | 2024 |